# Marcus Schwier

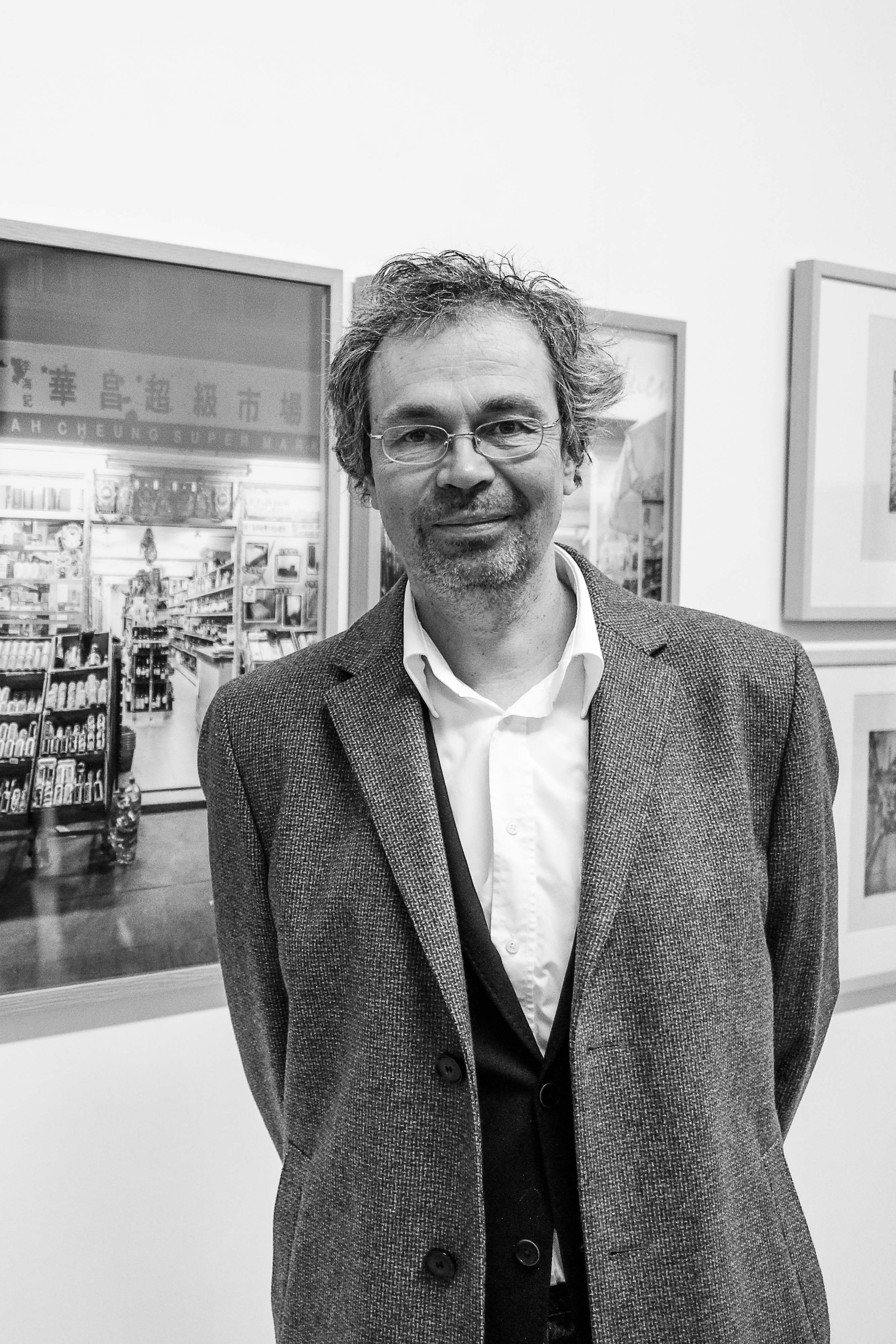
Marcus Schwier 2017

Marcus Schwier (* 1964 in Düsseldorf) ist ein deutscher Künstler. Sein Hauptmedium ist die Fotografie. Er zählt zu den international bekannten Vertretern der zeitgenössischen Fotografie in Deutschland.

## Leben und Wirken
Nach dem Studium der Architektur an der Fachhochschule Düsseldorf mit Abschluss als Diplom-Ingenieur studierte Marcus Schwier von 1993 bis 1998 an der Kunstakademie Düsseldorf bei Ernst Kasper mit dem Schwerpunkt Fotografie. Mentor war Erwin Heerich.
Als Fotokünstler ist Marcus Schwier seit Mitte der 1990er Jahre in Ausstellungen in nationalen und internationalen Museen und Galerien vertreten, zuletzt u. a. Kunsthalle Düsseldorf (2025), Museum Ratingen (2019), Kunstmuseum Ravensburg (2018), Ludwig Galerie Schloss Oberhausen (2017), Kunsthalle Nürnberg (2016).
Er erhielt zahlreiche internationale Aufenthalts- und Reisestipendien u. a. Cité Internationale des Arts Paris (2004 / 2014), Scotland Arts Trust, Shetland (2005), 2011 New York. 2021 / 22 wurde Schwier für ein Residency Programm ausgewählt in Zusammenarbeit mit dem National Museum of Contemporary History MNZS Ljubljana in Slowenien, Galeria Labirynt in Lublin, Polen und dem National Museum of Contemporary Art Athens EMST in Griechenland.
Seit 2006 beschäftigt sich Marcus Schwier mit interdisziplinären und experimentellen Bauprojekten und großformatigen Kunstwerken für den öffentlichen Raum. Realisiert wurden u. a. 40 wandgroße Arbeiten in der Hauptverwaltung der Santander Bank in Mönchengladbach 2006, raumgreifende Bilder im architektonischen Kontext beim Düsseldorf Pavillon auf der World Expo in Shanghai 2010, Deutscher Pavillon in Janadriyah 2016 mit einem Leuchtkasten 6 × 11 Meter mit variabler Lichttemperatur und eine Großbildinstallation im Rathaus Ratingen 2020.
Von 2000 bis 2002 war er Lehrbeauftragter für Fotografie an der Fachhochschule Düsseldorf im Fachbereich Architektur. Schwier lebt und arbeitet in Düsseldorf und am Bodensee.
Seit 1998 veröffentlichte Schwier mehr als zwanzig Bildbände zu den verschiedenen Projekten. Seine Fotografien wurden regelmäßig ausgestellt und erschienen in internationalen Zeitungen und Zeitschriften.

## Auszeichnungen
- 2005: Reisestipendium Scotland Arts Trust, Shetland
- 2004 / 2014: Stipendium Cité Internationale des Arts, Paris
- 1999: Internationaler Photographie Preis der DG-Bank (heute DZ-Bank), mit Ausstellung im Sprengel Museum Hannover

## Ausstellungen (Auswahl)
Einzelausstellungen
- 2024: Marcus Schwier: Singen, Kunstmuseum Singen
- 2019: Kunsthalle Düsseldorf: Nachtfoyer
- 2019: Marcus Schwier: Ratingen-West.[6] Museum Ratingen
- 2018: Marcus Schwier: draußen und drinnen[7] – StadtRaumKörper. Kunst Galerie Fürth
- 2018: Marcus Schwier: Ravensburg[8]. Kunstmuseum Ravensburg
- 2018: Marcus Schwier: Düsseldorf.[9] Haus der Architekten, Architektenkammer Nordrhein-Westfalen
- 2017: Marcus Schwier. Photography. Museum Schloss Benrath
- 2014: Rathaus Adieu! Museum Ratingen
- 2012: intérieurs. Galerie f75, Stuttgart
- 2011: round about and straight ahead. Künstlerverein Malkasten Düsseldorf
- 2007: nightshots. Galerie Robert Morat, Hamburg
- 2006: Installation von 40 wandgroßen Bilder in der Hauptverwaltung der Santander Bank, Mönchengladbach
- 2003: works. Museum Ratingen
- 2003: works. Krefelder Kunstverein
- 2002: Luft, Wasser, hoch, niedrig. Museum Keitum / Sylt
- 2002: works. Art Gallery of Sudbury (Kanada)

Gruppenausstellungen
- 2025 "... und das ist erst der Anfang!", Kunsthalle Düsseldorf
- 2024 Das ist Gesellschaft. Soziale Fotografie in Düsseldorf, Stadtmuseum Düsseldorf
- 2024 Ansichtssache Düsseldorf, Leica Galerie Düsseldorf
- 2024 düsseldorf photo+[10], Biennale for Visual and Sonic Media / Schloss Benrath
- 2023 Die Grosse Kunstausstellung NRW, Museum Kunstpalast, Düsseldorf
- 2021 "Wystaw sie w CSW" Centrum of Contemporary Art CSW in Toruń[11], Polen
- 2020 Światowy Dzien Fotografii / Centrum Aktywności Twórczej Ustka, Polen
- 2019/20 175 Jahre VDDK – „Zwischen Hungertuch und Kunstpalast“, Stadtmuseum Düsseldorf
- 2019 Polke und die Folgen, Akademie-Galerie, Kunstakademie Düsseldorf
- 2019 Entwurf Zukunft. Ratingen-West und das neue Bauen / Bauhaus 100, Museum Ratingen
- 2018 Duesseldorf Photo
- 2017: Spurensuche 7 + 7. Kunstverein Singen im Kunstmuseum Singen
- 2017: Let's Buy It! Kunst und Einkauf. Von Albrecht Dürer über Andy Warhol bis Gerhard Richter. Ludwig Galerie Schloss Oberhausen
- 2017: Duesseldorf Photo Weekend
- 2015/2016: Homebase. Das Interieur in der zeitgenössischen Kunst. Kunsthalle Nürnberg, KAI10 Düsseldorf
- 2013: “Die Welt von oben” – Die Vogelperspektive in der Kunst. Zeppelin Museum Friedrichshafen
- 2012/2013: Carl Schuch und die zeitgenössische Stillleben-Fotografie. Stadtmuseum Siegburg, Herforder Kunstverein, Museum Ratingen, Siegerland Museum
- 2012 Infektiös. Haus der Wissenschaft, Braunschweig
- 2009: Europäischer Architekturfotopreis. Deutsches Architekturmuseum Frankfurt am Main
- 2008: Fotografie und Skulptur. Galerie Andreas Brüning
- 2007: Nachtwandler / Noktambule. Galerie foto forum, Bozen
- 2006: 5e Concours Rénan de la Photographie d´Architecture in: Colmar, Strasbourg, Karlsruhe
- 2004: Video im Schauspielhaus Bochum

## Publikationen
- Marcus Schwier: Singen. Original Verlag, 2024, ISBN 978-3-948270-02-5
- Marcus Schwier: Nightshots. Original Verlag, 2021, ISBN 978-3-948270-01-8
- Marcus Schwier: Ratingen-West. Hrsg. Museum Ratingen 2019, ISBN 978-3-926538-76-5
- Marcus Schwier: Düsseldorf. Grupello Verlag, 2018, ISBN 978-3-89978-304-9.
- Marcus Schwier: draussen und drinnen – StadtRaumKörper. verlag kunst galerie fürth, 2018, ISBN 978-3-9813858-6-1.
- Let´s buy it! Kunst und Einkauf, Von Albrecht Dürer über Andy Warhol bis Gerhard Richter. Ludwiggalerie Schloss Oberhausen, Hrsg. von Christine Vogt. Kerber Verlag, 2017, ISBN 978-3-7356-0320-3.
- Schloss und Park Benrath. Fotografien von Marcus Schwier. Hatje Cantz, 2016, ISBN 978-3-7757-4177-4.
- Homebase. Das Interieur in der Gegenwartskunst. Kunsthalle Nürnberg und Kai10. Kerberverlag, 2015, ISBN 978-3-7356-0149-0.
- Geschichten vom Kontrollierten Zufall. Renata Jaworska und Marcus Schwier. Nünnerich Asmus Verlag, 2015, ISBN 978-3-945751-18-3.
- Die Welt von oben. Hrsg. Dr. Ursula Zeller und Frank-Thorsten Moll. 2013, ISBN 978-3-00-043729-8.
- Stillleben, Carl Schuch und die zeitgenössische Stilllebenfotografie. Hrsg. Museum Ratingen und Siegerlandmuseum. Kerber Verlag, 2013, ISBN 978-3-86678-694-3.
- Marcus Schwier: Intérieurs. Text Eduard von Habsburg-Lothringen. Kerber Verlag, 2011, ISBN 978-3-86678-601-1.[12]
- Kunst nach 1945. Wienand Verlag, 2011, ISBN 978-3-86832-059-6.
- Neue Heimat | New Homeland. European Prize of Architectural Photography 2009. AVedition, ISBN 978-3-89986-117-4.
- Marcus Schwier: works. Lindemanns Verlag, 2002, ISBN 3-89506-232-4.
- „Na also!“ sprach Zarathustra. Alexander Nitzberg, Gedichte – Marcus Schwier, Fotos. Grupello Verlag, 2000, ISBN 3-933749-30-1.
- Marcus Schwier: Studienhaus Düsseldorf. Grupello Verlag, 1998, ISBN 3-933749-00-X.